# Nordkaperen-klassen

Nordkaperen-klassen var en klasse af torpedobåde i det danske Søværn. Klassen bestod af de to torpedobåde Nordkaperen og Makrelen.
De to skibe blev begge bygget på Orlogsværftet i København, og var de indtil da største og sværest armerede danske torpedobåde.

## Navneændringer
- Nordkaperen blev i 1918 omdøbt til T. 7. Den blev i 1920 igen omdøbt, denne gang til P. 3.
- Makrelen blev i 1918 omdøbt til T. 6. Den blev i 1920 igen omdøbt, denne gang til P. 2.

| Navn        | Kølen lagt | Søsat | Indgået | Navngivet af | Skæbne      |
| ----------- | ---------- | ----- | ------- | ------------ | ----------- |
| Nordkaperen | -          | 1893  | -       | -            | Udgået 1920 |
| Makrelen    | -          | 1893  | -       | -            | Udgået 1920 |